# Mathurin François Boucher
Mathurin François Boucher, né en 1778 et mort en 1851, est un ingénieur du génie maritime français.
Polytechnicien (1794), il fait partie de l'expédition d'Égypte.